# Guillaume Mura
Guillaume Mura, né le 9 janvier 1986 à Épinal, est un footballeur français qui joue au poste de défenseur central au FC The Belval Belvaux.

## Biographie

### RS Magny (2004 - 2006)
Formé au sein du club, la carrière du joueur débute au RS Magny, club amateur modeste de la région Lorraine.

### CS Pétange (2006 - 2007)
Dès 2006, à l'âge de 21 ans, il quitte son pays natal et traverse la frontière pour rejoindre le CS Pétange au Luxembourg.

### CSO Amnéville (2007 - 2012)
Après une première expérience à l'étranger, le joueur retourne en Moselle et rejoint le CSO Amnéville, alors en CFA 2.
Devenant rapidement titulaire, il obtient avec son club la montée en CFA à l'issue de la saison 2008-2009 en terminant vice-champion du groupe C derrière l'équipe réserve du SAS Épinal.

### FC Swift Hesperange (2012 - 2014)
Auteur de très bonne performances en France avec Amnéville, il retourne une nouvelle fois au Luxembourg, au FC Swift Hesperange, club de Promotion d'Honneur, la deuxième division du football luxembourgeois.
À l'issue de sa première saison avec son nouveau club, il termine vice-champion du championnat et accède à la BGL Ligue.

### US Hostert (2014 - 2018)
En 2014, il s'engage avec l'US Hostert.
Lors de la saison 2017-2018, il participe grandement à la saison la plus historique de l'histoire du club en atteignant la finale de la Coupe du Luxembourg face au RFCU Luxembourg où le club s'inclinera lors d'une séance de tirs au but.

### CS Fola Esch (2018 - 2022)
En 2018, il s'engage pour deux ans avec le CS Fola Esch, autre club de première division,.
En 2020-2021, il obtient pour la première fois de sa carrière un trophée, terminant champion de BGL Ligue avec le Fola Esch.

### UN Käerjéng 97 (2022 - 2024)
Jouant peu sur la fin avec le CS Fola Esch, il rejoint en 2022 l'UN Käerjéng 97, alors promu en première division, libre de tout contrat.

### FC The Belval Belvaux (depuis 2024)
Âgé de 38 ans, il signe en 2024 au FC The Belval Belvaux en deuxième division luxembourgeoise.

## Palmarès
| CSO Amnéville :                | FC Swift Hesperange :                        | US Hostert :                             | CS Fola Esch (1) :                |
| ------------------------------ | -------------------------------------------- | ---------------------------------------- | --------------------------------- |
| - CFA 2 - Vice-champion : 2009 | - Promotion d'Honneur - Vice-champion : 2013 | - Coupe du Luxembourg - Finaliste : 2018 | - BGL Ligue (1) - Champion : 2021 |